# Фінал Кубка Стенлі 2008

Фінал Кубка Стенлі 2008 (англ. Stanley Cup Finals) — 115-й загалом фінал Кубка Стенлі та сезону 2007–2008 у НХЛ між командами «Піттсбург Пінгвінс» та «Детройт Ред Вінгз». Фінальна серія стартувала 24 травня в Детройті, а фінішувала 4 червня перемогою «Детройт Ред Вінгз».
У регулярному чемпіонаті «Піттсбург» фінішував другими в Східній конференції набравши 102 очка, а «Ред Вінгз» посіли перше місце в Західній конференції з 115 очками.
У фінальній серії перемогу здобули «Детройт Ред Вінгз» 4:2. Приз Кона Сміта (найкращого гравця фінальної серії) отримав нападник «Вінгз» Генрік Зеттерберг.

## Шлях до фіналу
| Західна конференція     |          |                   |                   |                                  |
| Стадія                  | Суперник | Суперник          | Загальний рахунок | Результати матчів                |
| Чвертьфінал конференції | 8        | Нашвілл Предаторс | 4 : 2             | 3:1, 4:2, 3:5, 2:3, 2:1(ОТ), 3:0 |
| Півфінал конференції    | 6        | Колорадо Аваланч  | 4 : 0             | 4:3, 5:1, 4:3, 8:2               |
| Фінал конференції       | 5        | Даллас Старс      | 4 : 2             | 4:1, 2:1, 5:2, 1:3, 1:2, 4:1     |

| Східна конференція      |          |                     |                   |                             |
| Стадія                  | Суперник | Суперник            | Загальний рахунок | Результати матчів           |
| Чвертьфінал конференції | 7        | Оттава Сенаторс     | 4 : 0             | 4:0, 5:3, 4:1, 3:1          |
| Півфінал конференції    | 5        | Нью-Йорк Рейнджерс  | 4 : 1             | 5:4, 2:0, 5:3, 0:3, 3:2(ОТ) |
| Фінал конференції       | 6        | Філадельфія Флайєрз | 4 : 1             | 4:2, 4:2, 4:1, 2:4, 6:0     |

## Арени
| Детройт           | Джо Луїс Арена Мелон-аренаclass=notpageimage\| Арени фіналу Кубка Стенлі 2009 | Піттсбург         |
| Джо Луїс Арена    | Джо Луїс Арена Мелон-аренаclass=notpageimage\| Арени фіналу Кубка Стенлі 2009 | Мелон-арена       |
| Місткість: 20 066 | Джо Луїс Арена Мелон-аренаclass=notpageimage\| Арени фіналу Кубка Стенлі 2009 | Місткість: 16 940 |
|                   | Джо Луїс Арена Мелон-аренаclass=notpageimage\| Арени фіналу Кубка Стенлі 2009 |                   |

## Серія
| 24 травня 2008 | Детройт Ред Вінгз | 4 : 0 (0:0, 1:0, 3:0) | Піттсбург Пінгвінс | Джо Луїс Арена, Детройт Глядачів: 20 066 |

| Протокол                                                                                                | Протокол                 | Протокол  | Протокол         | Протокол |
| --- | ------------------------ | --------- | ---------------- | -------- |
| | Кріс Осгуд (00:00-59:57) | Голкіпери | Марк-Андре Флері |          |
| Мікаель Самуельссон (33:01) Мікаель Самуельссон (42:16) Даніель Клірі (57:18) Генрік Зеттерберг (59:47) |                          |           |                  |          |
| 10 хв.                                                                                                  | Вилучення                | 12 хв.    |                  |          |
| 36 | Кидки                    | 19        |                  |          |

| 26 травня 2008 | Детройт Ред Вінгз | 3 : 0 (2:0, 0:0, 1:0) | Піттсбург Пінгвінс | Джо Луїс Арена Глядачів: 20 066 |

| Протокол                                                                | Протокол   | Протокол  | Протокол         | Протокол |
| ----------------------------------------------------------------------- | ---------- | --------- | ---------------- | -------- |
|                                                                         | Кріс Осгуд | Голкіпери | Марк-Андре Флері |          |
| Бред Стюарт (06:55) Томас Гольмстрем (11:18) Валттері Фільппула (48:48) |            |           |                  |          |
| 16 хв.                                                                  | Вилучення  | 46 хв.    |                  |          |
| 34                                                                      | Кидки      | 22        |                  |          |

| 28 травня 2008 | Піттсбург Пінгвінс | 3 : 2 (1:0, 1:1, 1:1) | Детройт Ред Вінгз | Мелон-арена, Піттсбург Глядачів: 17 132 |

| Протокол                                                    | Протокол         | Протокол                                         | Протокол                 | Протокол |
| ----------------------------------------------------------- | ---------------- | ------------------------------------------------ | ------------------------ | -------- |
|                                                             | Марк-Андре Флері | Голкіпери                                        | Кріс Осгуд (00:00-59:35) |          |
| Сідні Кросбі (17:25) Сідні Кросбі (22:34) Адам Голл (47:18) |                  | Юхан Франзен (34:48) Мікаель Самуельссон (53:37) |                          |          |
| 10 хв.                                                      | Вилучення        | 6 хв.                                            |                          |          |
| 24                                                          | Кидки            | 34                                               |                          |          |

| 31 травня 2008 | Піттсбург Пінгвінс | 1 : 2 (1:1, 0:0, 0:1) | Детройт Ред Вінгз | Мелон-арена Глядачів: 17 132 |

| Протокол             | Протокол                       | Протокол                                    | Протокол   | Протокол |
| -------------------- | ------------------------------ | ------------------------------------------- | ---------- | -------- |
|                      | Марк-Андре Флері (00:00-58:58) | Голкіпери                                   | Кріс Осгуд |          |
| Маріан Госса (02:51) |                                | Ніклас Лідстрем (07:06) Їржі Гудлер (42:26) |            |          |
| 10 хв.               | Вилучення                      | 16 хв.                                      |            |          |
| 23                   | Кидки                          | 30                                          |            |          |

| 2 червня 2008 | Детройт Ред Вінгз | 3 : 4 (3ОТ) (0:2, 1:0, 2:1, 0:0, 0:0, 0:1) | Піттсбург Пінгвінс | Джо Луїс Арена Глядачів: 20 066 |

| Протокол                                                       | Протокол   | Протокол                                                                          | Протокол         | Протокол |
| -------------------------------------------------------------- | ---------- | --------------------------------------------------------------------------------- | ---------------- | -------- |
|                                                                | Кріс Осгуд | Голкіпери                                                                         | Марк-Андре Флері |          |
| Даррен Гелм (22:54) Павло Дацюк (46:43) Браєн Рафалскі (49:23) |            | Маріан Госса (08:37) Адам Голл (14:41) Максим Тальбо (59:25) Петр Сикора (109:57) |                  |          |
| 14 хв.                                                         | Вилучення  | 10 хв.                                                                            |                  |          |
| 58                                                             | Кидки      | 32                                                                                |                  |          |

| 4 червня 2008 | Піттсбург Пінгвінс | 2 : 3 (0:1, 1:1, 1:1) | Детройт Ред Вінгз | Мелон-арена Глядачів: 17 132 |

| Протокол                                  | Протокол                       | Протокол                                                                    | Протокол   | Протокол |
| ----------------------------------------- | ------------------------------ | --------------------------------------------------------------------------- | ---------- | -------- |
|                                           | Марк-Андре Флері (00:00-58:20) | Голкіпери                                                                   | Кріс Осгуд |          |
| Євген Малкін (35:26) Маріан Госса (58:33) |                                | Браєн Рафалскі (05:03) Валттері Фільппула (28:07) Генрік Зеттерберг (47:36) |            |          |
| 8 хв.                                     | Вилучення                      | 12 хв.                                                                      |            |          |
| 22                                        | Кидки                          | 30                                                                          |            |          |

| Володар Кубка Стенлі 2008           |
| ----------------------------------- |
| Детройт Ред Вінгз одинадцятий титул |

## Володарі Кубка Стенлі
| Володарі Кубка Стенлі Детройт Ред Вінгз | Воротарі: Кріс Осгуд, Домінік Гашек Захисники: Андреас Лілья, Ніклас Лідстрем (К), Дерек Міч, Бретт Лебда, Бред Стюарт, Кріс Челіос, Браєн Рафалскі, Ніклас Кронвалль Нападники: Павло Дацюк, Їржі Гудлер, Кріс Дрейпер, Генрік Зеттерберг, Даррен Гелм, Валттері Фільппула, Даніель Клірі, Даллас Дрейк, Кірк Малтбі, Аарон Дауні, Даррен Маккарті, Мікаель Самуельссон, Томаш Копецький, Юхан Франзен, Томас Гольмстрем Головний тренер: Майк Бебкок Генеральний менеджер: Кен Голланд |